# كيلكبيرغ
كيلكبيرغ (بالألمانية: Kilchberg) هي بلدية تقع في مقاطعة هورغن الواقعة ضمن كانتون زيورخ في سويسرا. تبلغ مساحتها 2.58 كيلومتر مربع، ويقدر عدد سكانها بـ 8470 نسمة (حسب تعداد ديسمبر 2017).

## توأمة
لكيلكبيرغ اتفاقيات توأمة مع كل من:
- Kilchberg (Tübingen) [الإنجليزية]‏
- توبينغن

## أعلام
- مايكل لامر
- فرديناند ليون
- كونراد فرديناند ماير
- كارل نيغلي
- فريدريش ويلهلم فورستر
- فاني موسير